# 袋形動物
袋形動物（ふくろがたどうぶつ）Phylum Aschelminthes はかつて認められていた動物門の一つである。偽体腔を有することを共通の特徴とする。なお、「袋形」の読みは「ふくろがた」であるが「たいけい」も使われる。

## 概説
袋形動物は元々は別個の群と見なされていたいくつかの群を、偽体腔という共通の特徴でまとめたものである。現在はそれ以前に認められていた群に分けられており、認められていない。これは動物分類学の観点の深化から発想されたものではあった。
ここにまとめられたのは、以下のような群である。（）内は現在の分類群名。
1. 輪虫類（輪形動物）
2. 腹毛類（腹毛動物）
3. 線虫類（線形動物）
4. 線形虫類（類線形動物）
5. 鉤頭虫類（鉤頭動物）
6. トゲカワ類（動吻動物）
7. プリアプルス類（鰓曳動物）

他に内肛動物もここに含めたことがある。

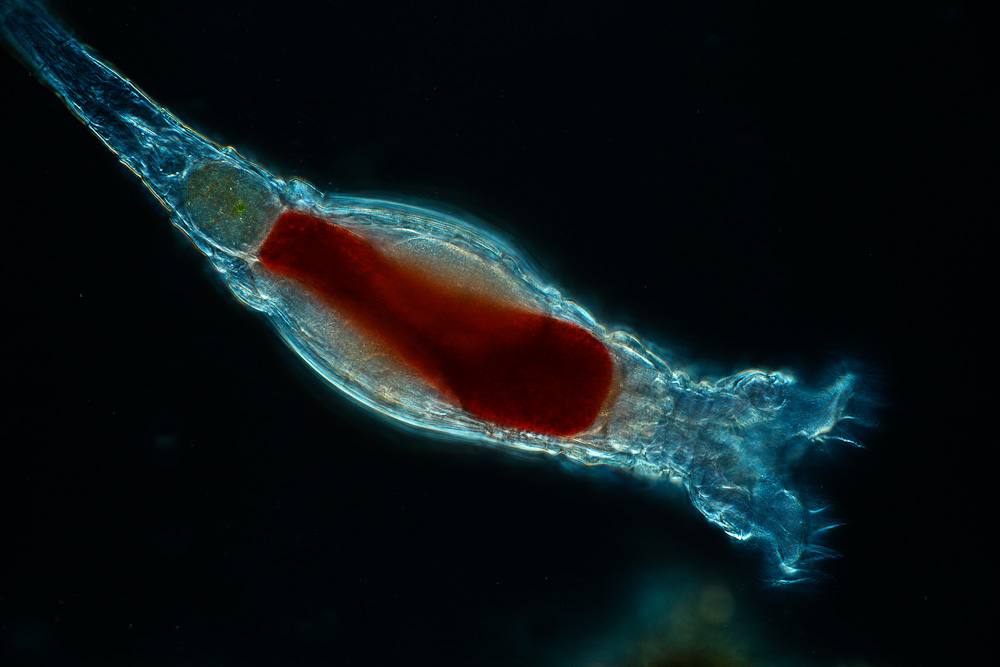
ワムシの1種：輪形動物
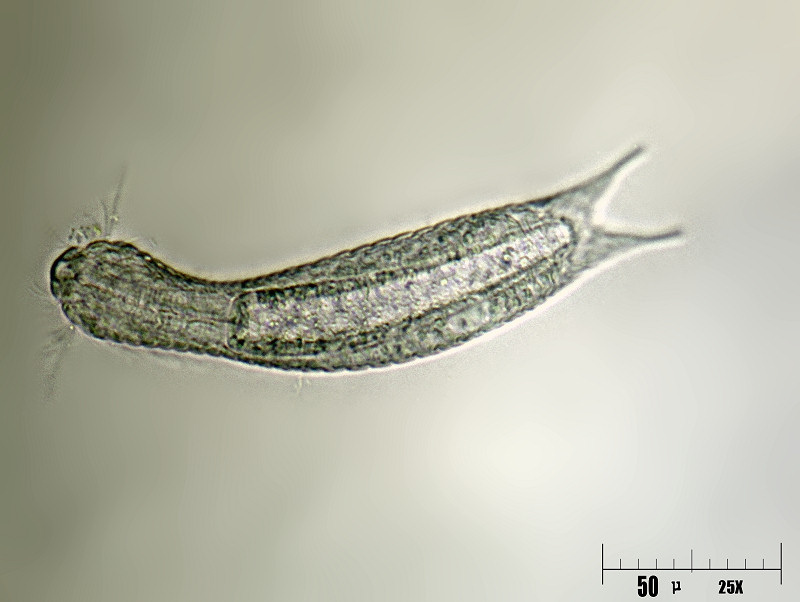
イタチムシの1種・Lepidodermella squamatum：腹毛動物
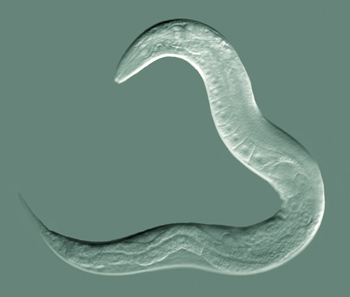
カエノラブディティス・エレガンス Caenorhabditis elegans:線形動物
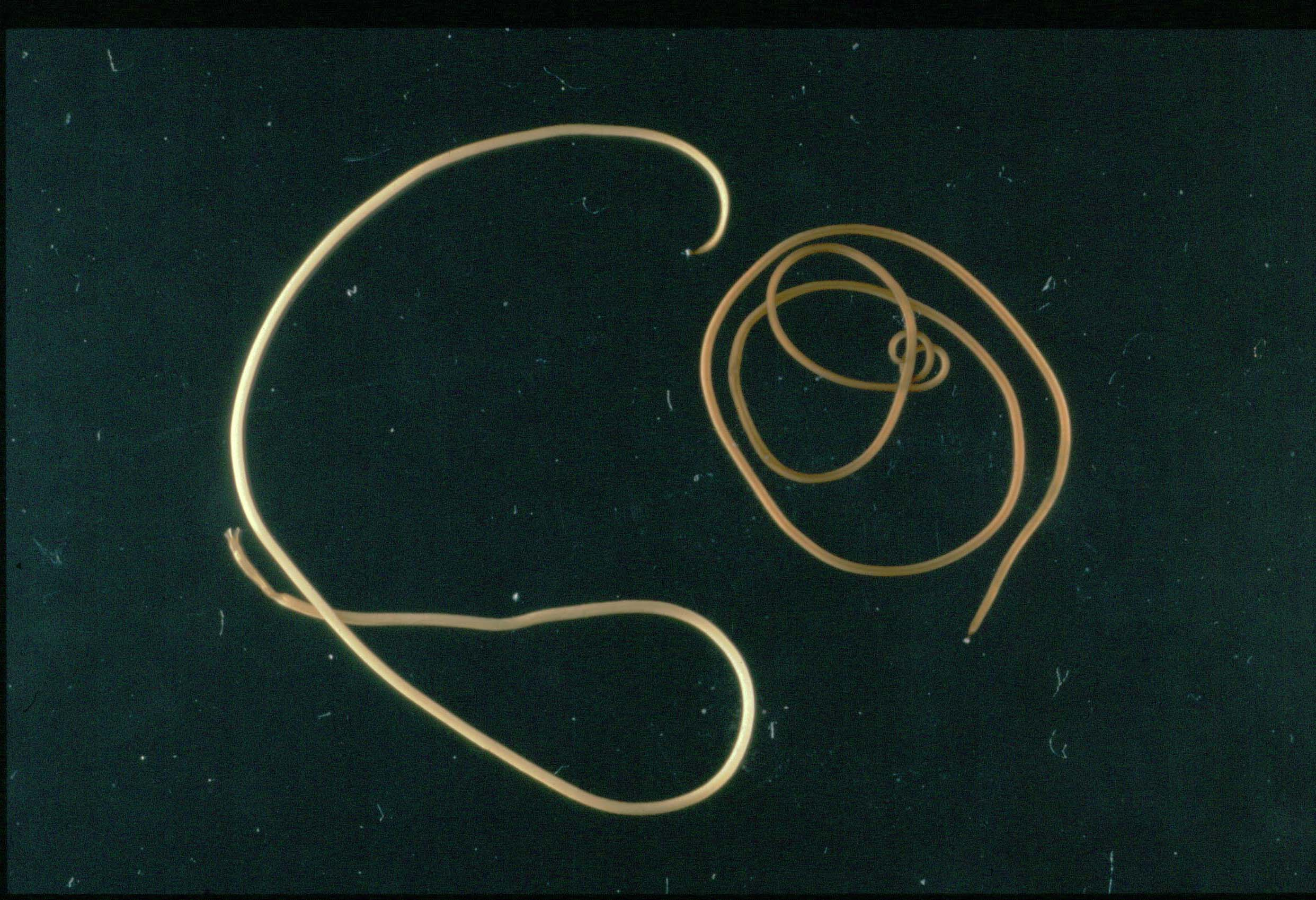
ハリガネムシの1種・Paragordius tricuspidatus:類線形動物
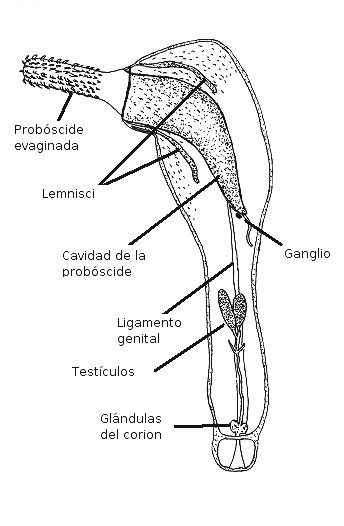
鉤頭虫の1種：解剖図:鉤頭動物
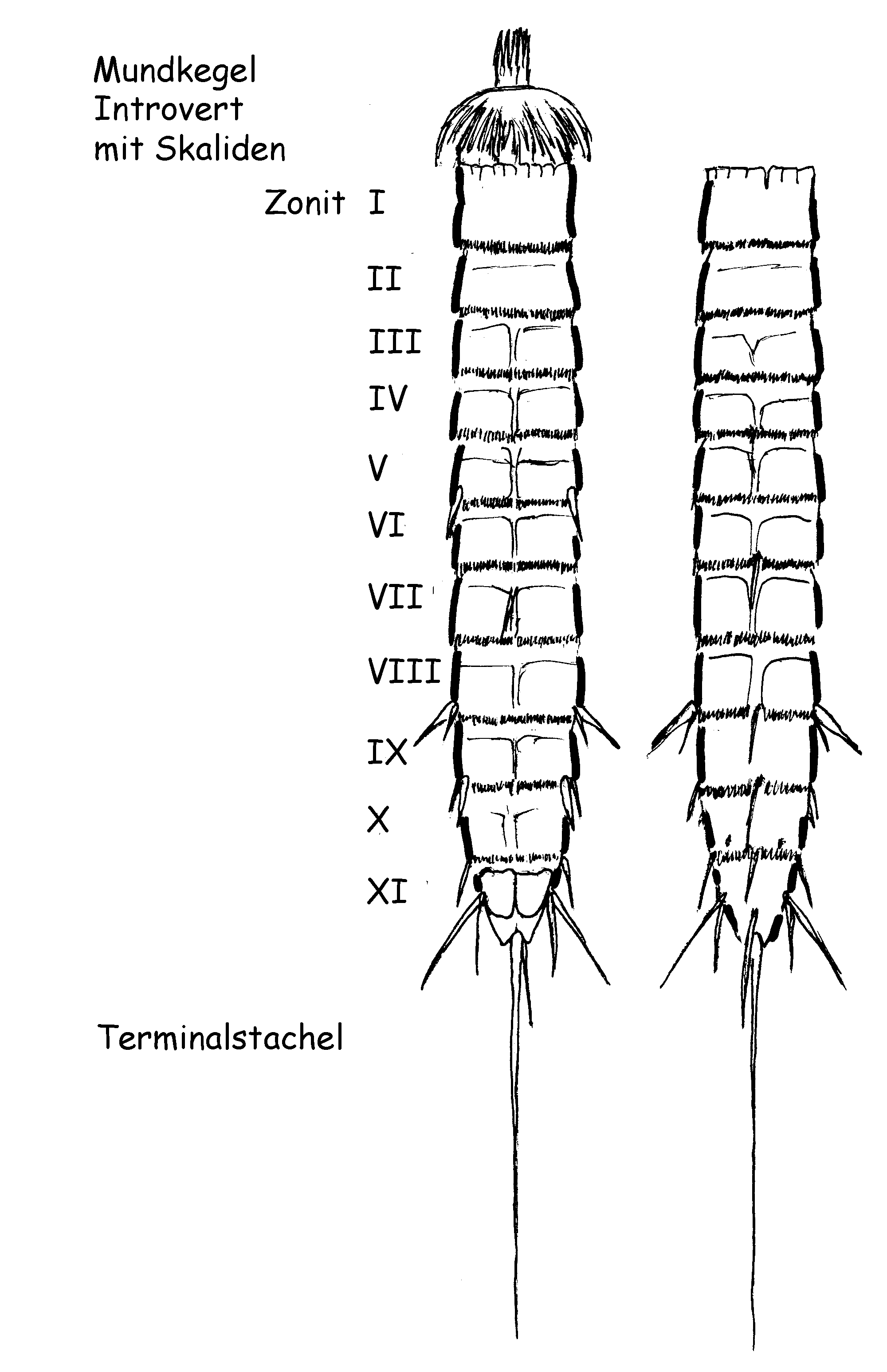
トゲカワ類の1つ：Kinorhyncha・動吻動物
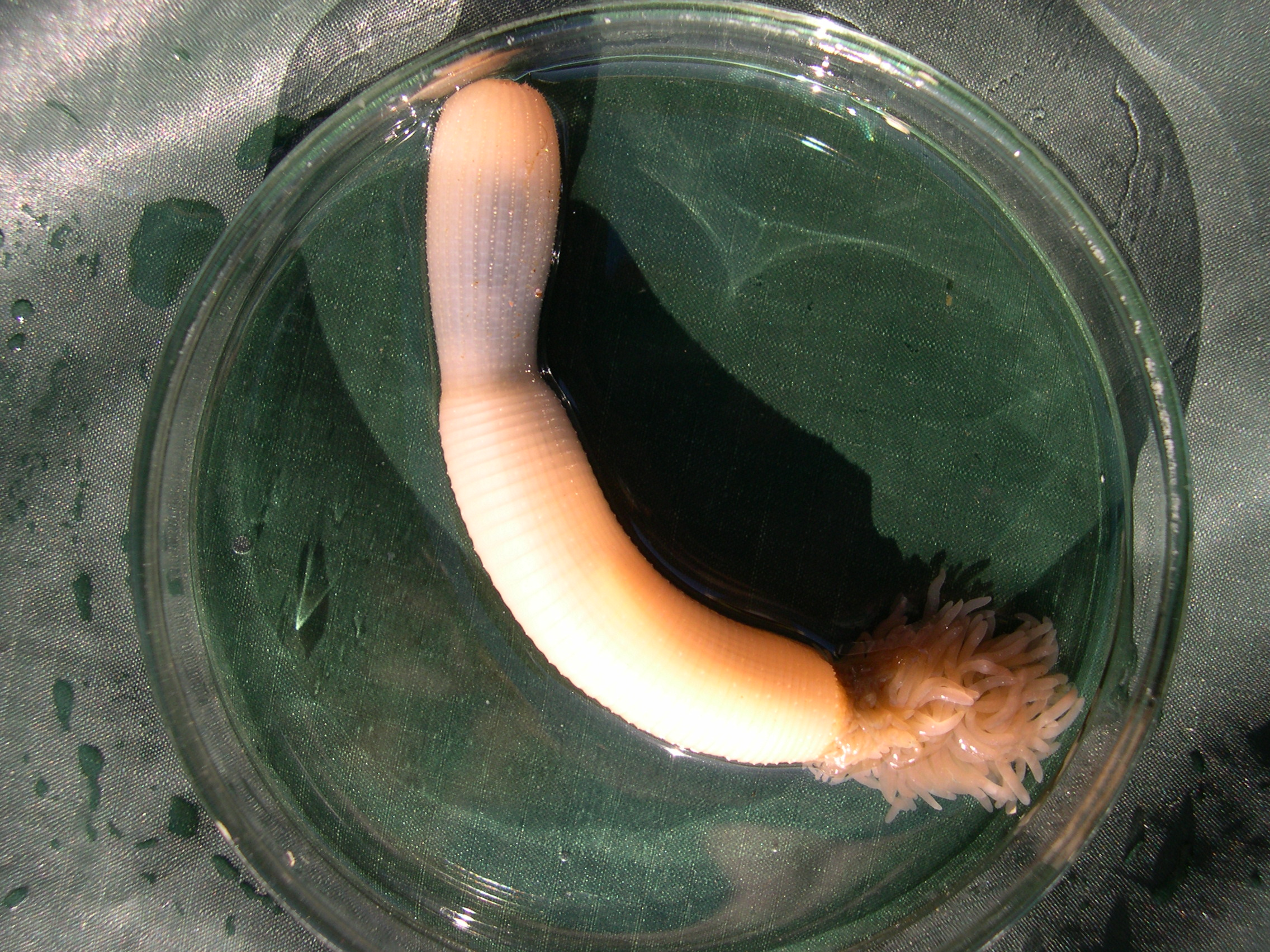
エラヒキムシ・鰓曳動物

## 具体的な内容
たとえば岡田(1974)はこの群の特徴を以下のようにまとめている。
- 左右相称で体は短い円筒状から糸状。時に前体部が放射相称。まれに体節制を示す。
- 体表はクチクラや丈夫な外甲に覆われる。表面に毛・剛毛・時に繊毛がある。
- 偽体腔がある。
- 消化系には咽頭が発達するが、寄生性のものではないこともある。
- 排出系は原腎管があるが、持たない群もある。

その他、神経系や感覚器、発生等については「……であるものが多い」「群によって異なり」といった表現が多く、共通する特徴を挙げるのが難しいことがわかる。
また系統的な位置づけとしてはこれを扁形動物と環形動物の間に位置するものとした。根拠としてはその体制をトロコフォアと比較しうること、発生的に螺旋卵割と見なせることを挙げている。その上で扁形動物や紐形動物より体制が高度ではあるが環形動物ほど分化が進んでおらず、また循環系も持たないことから、段階的にはどちらかといえば扁形動物に近く、また環形動物との系譜で考えるとややそれた位置にあると判断している。
門の内部での系統については不明としながらも、鉤の生えた引っ込める前体部（陥入吻）を持つ鉤頭虫・動吻類・プリアプルス類とそれ以外のものを大きな区分と見る。動吻類は外見的に腹毛類に似るが、これは生態的な類似によるとの判断をしている。

### 体系
内田(1974)は以下のような体系を採用している。前述のように、ここに含まれた綱は、現在ではどれも独立門、あるいはそれに近い扱いとなっている。
- Phylum Aschelminthes　袋形動物門
  - Subphylum Arhynchaschelminthes　無吻袋虫亜門
    - Class Rotatiria　輪虫綱
    - Class Gastrotricha　腹毛綱
    - Class Nematoda　線虫綱
    - Class Nematomorpha　線形虫綱

  - Subphylum Rhynchaschelminthes　有吻袋虫亜門
    - Class Kinorhyncha　動吻綱
    - Class Priapuloidea　プリアプルス綱
    - Class Acanthocephala　鉤頭虫綱

## 歴史
分類群の名としてのこの語自体は19世紀にさかのぼる。これに該当する動物群は C. Claus の分類を元に、飯島魁が『動物学提要』で袋虫綱と名付けたものにあたる。これはそれ以前の扱いでは線形動物と輪形動物を併せたものである。
線形動物は円形動物とも呼ばれ、元来は扁形動物とともに扱われ、これから分離されたことによりこう命名された群であった。内容としては線虫・線形虫・鉤頭虫の三群を含み、寄生虫を中心とした群であった。
他方、輪形動物は元来はワムシを含める群であった。当初は小さいために原生動物と混同されたが多細胞であることからこのようにまとめられ、後にやはり小型の多細胞動物として腹毛類が、その後にそれに類似したものとして動吻類が加えられた。いずれも顕微鏡サイズで自由生活の動物である。
ところが線虫類の研究が進んで、実は自由生活のものが非常に多いこと、それらは形態的に多様で、腹毛類に似たものもあることがわかってきた。また、この時点で線虫類とされた三群が、その内部構造においてかなりの差違があることも明らかとなった。他方、プリアプルス類は当時は星口動物とされてきたが、これが動吻類に近いこと、また鉤頭虫に類似する点があることなどが発見された。このような論議が1940年代に多くなり、そのころからこれらを併せる形で袋形動物とする考えが強くなった。この時点での欧米の専門書ではほとんどこれを使い、従来の意味での線形動物や輪形動物を使うところはまずないこと、ただしドイツでは同じ意味で線形動物を用いている旨、岡田他(1988)は記している。彼はまたこれらが偽体腔を持つという共通点にも触れているが、これを持って一つの分類群とすることは認めていない。この時点で鉤頭虫を独立門とする説にも触れ、彼は寄生性による体制変化を配慮すべきと述べる。このような見方は1960年代までは広く認められた。
他方で、これらの群が単系統ではないのではとの指摘もあった。それがこの群を、悪く言えば『掃き溜め的な性格の動物門』とされた。結局、これらの群は改めて独立の分類群とされるに至った。

## 現在の知見から
偽体腔動物については、体腔に関わる進化に関して、無体腔から偽体腔の段階を経て真体腔へ進化したという考え方が主にヘッケルの説を支持する立場から主張されてきた。その偽体腔段階をまとめたのがこの群だとの見方もできる。この見方を元にすれば、偽体腔を持つ動物をまとめて分類群とすることは、ホイッタカーの五界説において原生生物を認めるのと同じような判断であり、その意味では妥当である。だが同時にこれは、祖先的形質を持って分類群をまとめる操作であり、単系統性を重視する立場からは問題のあるやり方である。
現在の分類学では上記の六群の他に、後に発見されたものでこれらに近縁なものとしては微顎類と胴甲動物がある。また、先口動物全体を大きく分ける系統として冠輪動物と脱皮動物という二つを認めている。これらの群の内、前者には腹毛動物・微顎動物・輪形動物と鉤頭動物が、後者には線形動物・類線形動物・胴甲動物・動吻動物・鰓曳動物が所属することになっており、ほぼまっぷたつになっている。この説に立つと、体腔の進化の系統は大きく二つあり、偽体腔は二つの群で独立に生じたと考えられる。
ただし、上記のような体腔の進化についての考え方を根本から否定する説もある。偽体腔動物の特徴には子孫的な特徴が多々見られ、むしろ真体腔動物から体制が退化するような形で出現したものとの判断である。
いずれせよ、袋形動物の多系統性は広く認められるところであり、支持されることのない分類群となっている。